# I Puffi (serie animata 2021)
I Puffi (Les Schtroumpfs) è una serie animata belga prodotta nel 2021, reboot dell'omonima serie del 1981, prodotta da Dupuis Édition & Audiovisuel e Peyo Productions, in coproduzione con Dargaud Media, KiKA, Ketnet, RTBF e TF1.

## Trama
Nel fitto della foresta mista europea giace un villaggio abitato da piccoli ometti blu chiamati Puffi. Essi vivono in delle casette a forma di funghetto e fanno capo all'anziano Grande Puffo, molto saggio e amorevole verso tutti i Puffi, che sanno di poter contare su di lui quando sono in difficoltà. I Puffi vivono sempre nel pieno rispetto della natura e ciascuno di loro ha un talento o una caratteristica che lo contraddistingue. Vengono continuamente perseguitati dal terribile ed infido stregone Gargamella ed il suo sfortunato scagnozzo, il gatto Birba, che vorrebbero catturarli per poi mangiarli, ma con la loro furbizia e l'aiuto di qualche incantesimo i Puffi riescono sempre ad avere la meglio.

## Distribuzione
La serie viene trasmessa in prima visione mondiale in Belgio dal 18 aprile 2021 su La Trois, all'interno dello spazio di programmazione dedicata ai ragazzi Ouftivi. La medesima edizione in lingua francese viene trasmessa in Francia dal 9 maggio 2021 su TF1 e in Québec dal 28 agosto 2021 su Télé-Québec.
L'edizione olandese viene trasmessa sul canale belga Ketnet, mentre in Germania viene trasmessa dal 16 aprile 2022 su KiKA.
Negli Stati Uniti d'America la serie viene trasmessa su Nickelodeon dal 6 settembre 2021. La stessa Nickelodeon detiene i diritti di distribuzione internazionale, in tali distribuzioni però l'ordine degli episodi non segue quello dell'edizione originale, bensì l'ordine di produzione.
L'edizione italiana viene trasmessa dall'8 ottobre 2021 su Nick Jr. e in chiaro dal 4 aprile 2022 su Rai Yoyo.

## Episodi
| Stagione         | Episodi | Prima TV francese | Prima TV italiana |
| ---------------- | ------- | ----------------- | ----------------- |
| Prima stagione   | 52      | 2021-2022         | 2021-2022         |
| Seconda stagione | 52      | 2022-2023         | 2022-2023         |
| Terza stagione   | 52      | 2024-2025         | 2024-2025         |

## Personaggi e doppiatori

### Puffi
| Personaggio  | Doppiatore originale | Doppiatore italiano  |
| ------------ | -------------------- | -------------------- |
| Grande Puffo | Jean-Loup Horwitz    | Paolo Marchese       |
| Puffetta     | Anna Ramade          | Joy Saltarelli       |
| Quattrocchi  | Antoine Schoumsky    | Marco Guadagno       |
| Baby Puffo   | Kaycie Chase         | Valeria Vidali       |
| Bocciolina   |                      | Erica Necci          |
| Brontolone   | Emmanuel Curtil      | Gabriele Tacchi      |
| Burlone      | Kaycie Chase         | Federico Campaiola   |
| Chef         | Emmanuel Curtil      | Michele Botrugno     |
| Contadino    | Jérémy Prévost       | Daniele Raffaeli     |
| Debolino     | Kaycie Chase         | Paolo Vivio          |
| Dottor Puffo |                      | Mino Caprio          |
| Fifone       | Magali Rosenzweig    | Renato Novara        |
| Forzuto      | Marc Arnaud          | Massimo De Ambrosis  |
| Gigliola     | Kaycie Chase         | Veronica Puccio      |
| Gioioso 001  |                      | Alessio De Filippis  |
| Golosone     | Marc Arnaud          | Marco Baroni         |
| Inventore    | Xavier Fangon        | Stefano Broccoletti  |
| Mirtilla     | Magali Rosenzweig    | Valeria Vidali       |
| Pigrone      | Magali Rosenzweig    | Alessio Puccio       |
| Pittore      |                      | Fabrizio Mazzotta    |
| Poeta        | Antoine Schoumsky    | Stefano Onofri       |
| Puffo #1     |                      | Lorenzo Crisci       |
| Puffo #2     |                      | Mirko Cannella       |
| Puffo Robot  |                      | Luigi Ferraro        |
| Sarto        |                      | Giuseppe Tosto       |
| Sognatore    |                      | Francesco Pezzulli   |
| Stonato      |                      | Stefano Broccoletti  |
| Tempesta     | Fanny Bloc           | Gemma Donati         |
| Tontolone    | Fanny Bloc           | Fabrizio Mazzotta    |
| Vanitoso     | Jérémy Prévost       | Edoardo Stoppacciaro |
| Zuccone      | Jérémy Prévost       | Simone Crisari       |

### Antagonisti
| Personaggio                      | Doppiatore originale | Doppiatore italiano |
| -------------------------------- | -------------------- | ------------------- |
| Birba                            |                      | Anna Laviola        |
| Buegrasso, Testad'uovo           |                      | Michele Botrugno    |
| Gargamella                       | Emmanuel Curtil      | Paolo Buglioni      |
| Madre di Gargamella (Ambramella) |                      | Cristina Noci       |